# Subprefeitura de São Miguel Paulista
A Subprefeitura de São Miguel Paulista é uma das 32 subprefeituras da cidade de São Paulo, sendo regida pela Lei nº 13.999 de 1º de agosto de 2002.
É composta por três distritos, São Miguel Paulista, Jardim Helena e Vila Jacuí, que somados representam uma área de 24,3 km², e habitada por mais de 380 mil pessoas.
Atualmente, a Subprefeitura de São Miguel Paulista tem como subprefeita a ex-deputada estadual Dra. Damaris Moura 